# Trigliceridek

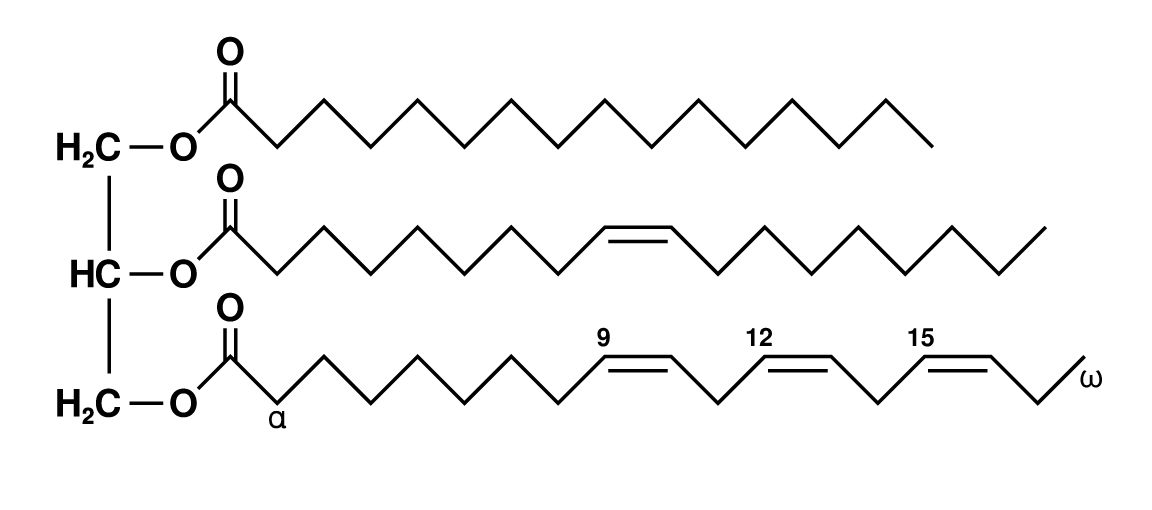
Példa telítetlen, kevert trigliceridre (C_{55}H_{98}O_{6}). Bal oldalon: glicerin; jobb oldalon fentről lefelé: palmitinsav, olajsav, alfa-linolénsav.

A trigliceridek (más néven triacilglicerol vagy triacilglicerid) glicerinből és a hozzá kapcsolódó három zsírsavból álló észterszármazékok. A lipidek egyik csoportja. A trigliceridek a fő alkotóelemei a természetes zsíroknak, melyekbe az emberi, állati, valamint a növényi zsiradékok tartoznak.

## Kémiai tulajdonságok
A trigliceridek apoláris, hidrofób vegyületek, vízben gyakorlatilag oldhatatlanok. Lúgos hidrolízisük során glicerin, valamint a zsírsavak sói, azaz szappanok keletkeznek.

## Csoportosításuk
Több különböző típusuk létezik, a fő csoportok: telített és telítetlen zsírsavval rendelkező trigliceridek, valamint egyszerű és kevert trigliceridek.
A telített zsírsavak hidrogénnel "telítettek" – azaz a szénlánc a szén-szén kötéseken kívül az összes fennmaradó kötési helyen hidrogénatomokkal létesít kapcsolatot. Ebből adódó tulajdonságuk a magasabb olvadáspont, és hogy szobahőmérsékleten általában szilárd halmazállapotúak. A telítetlen zsírsavak esetén a molekula nincs minden kötési helyen hidrogénatomokkal telítve, helyette a szénben kettős kötések alakulnak ki. Az ilyen zsírsavaknak, illetve az ilyen zsírsavakkal rendelkező triglicerideknek alacsonyabb az olvadáspontjuk, és szobahőmérsékleten rendszerint folyékonyak.
Egyszerű trigliceridekről beszélünk, ha a glicerin mindhárom hidroxilcsoportjához azonos fajta zsírsav kapcsolódik. Ha viszont két- vagy háromféle zsírsav kapcsolódik a glicerinmolekulához, akkor kevert triglicerideknek nevezzük őket.

## Biológiai funkciók
A trigliceridek leggyakrabban a növényi magvakban, valamint a gerincesek zsírsejtjeiben fordulnak elő apró zsírcseppek formájában. A trigliceridek hatékonyabban tárolható energiaforrások a poliszacharidokkal összevetve, mivel a trigliceridek oxidációja során több mint kétszer annyi energia szabadul fel. Emellett hidrofób jellegük miatt nem igényelnek hidratációt, tehát az élő szervezetnek nem kell járulékos energiát befektetnie a víz hordozásához. A bőr alatt lévő zsírszövetek az energiatároló funkciójuk mellett hőszigetelő szerepet is betöltenek. A trigliceridek jelen vannak a vérben is, ezen keresztül zajlik a zsírszövetek zsírjainak cukorrá, valamint a cukrok zsírrá alakítása a májban. A trigliceridek a fő alkotói az emberi bőr által termelt faggyúnak is.